# 유노마에정
유노마에정(일본어: 湯前町 유노마에마치[*])은 일본 구마모토현 남부에 있는 구마군의 정이다.

## 지리
구마모토현 남부에 위치하며 구마모토시에서 직선거리로 남남동쪽으로 약 80km(도로를 통한 거리는 구마모토시에서 약 110km), 구마 지방의 중심지인 히토요시시에서 동북동쪽으로 약 24km 떨어진 곳에 위치한다. 정의 중심부인 정역 서부는 히토요시 분지(구마 분지)의 동단부에 해당한다. 정역 동부·남부는 규슈 산지의 일부를 차지하고 있어 험난한 지형이다.

### 인접한 자치체
- 구마모토현
  - 구마군 미즈카미촌·다라기정
- 미야자키현
  - 고유군 니시메라촌

## 역사
- 1937년 4월 1일 - 유노마에촌이 정으로 승격해 유노마에정이 되었다.

## 교통

### 철도
- 구마가와 철도 유노마에선

### 도로
- 국도 제219호선
- 국도 제388호선
- 국도 제446호선